# Alceu Ribeiro
Alceu Ribeiro (Artigas, 13 de diciembre de 1919–Palma de Mallorca, 22 de noviembre de 2013) fue un pintor, escultor y muralista uruguayo.
En 2002 su mural en mosaico para el Sindicato Médico en Montevideo, fue declarado Monumento Histórico Nacional. Y en 2007 fue nombrado ciudadano ilustre de Montevideo.

## Biografía
Nació en la estancia "El Catalán" en las cercanías del arroyo Catalán. En 1939 y gracias a una beca, él y su hermano Edgardo se trasladan a Montevideo y comienzan sus estudios con el Maestro Joaquín Torres García, con él Alceu adquirió oficio, concepto y cultura teórica. Sus estudios en el Taller Torres García se prolongaron hasta 1949.
En el mismo año de su llegada a la capital, comenzó sus primeros envíos a los salones nacionales y municipales, obteniendo premios y el elogio y aliento de la crítica. Entre los premios recibidos se destaca, en 1942, el Premio Consejo del Estado en el Salón Nacional, lo que le permitió realizar un viaje por Perú y Bolivia con los hermanos Augusto y Horacio Torres, y que le puso en contacto con la cultura precolombina.
En 1944 formó parte del grupo del Taller Torres García que trabajó en los murales del Pabellón Martirené del Hospital Saint Bois.
Con el apoyo del municipio de Montevideo fundó el taller "El Molino”, el cual dirigió, y en el que se realizaron todo tipo de actos culturales: enseñanza, conciertos, sesiones de cine. "El Molino" fue un punto de encuentro de la intelectualidad montevideana, así como de exiliados españoles como por ejemplo Margarita Xirgu y José Bergamín.
En 1962 ingresó como profesor titular en la Universidad del Trabajo de Montevideo, dando allí clases de pintura y dibujo, y en 1963 recibió una misión oficial del Museo de Bellas Artes del Uruguay para recabar datos bibliográficos. Esta misión le permitió viajar por toda Europa durante un año. Antes de partir, realizó una gira por Sudamérica exponiendo, entre otros lugares, en el Museo de Zea (Medellín, Colombia).
En 1974 se instaló definitivamente en Mallorca, sin perder contacto con Uruguay.
Sus obras se encuentra, entre otros, en el Museo Nacional de Artes Visuales y el Museo Juan Manuel Blanes de Montevideo, en el Museo de Arte Contemporáneo de Madrid, en el Museo de Medellín en Colombia, así como en el Museo Nacional de Sao Paulo, el Museo de Lugo, y el Museo de San Petersburgo, así como en instituciones como el Gobierno de las Islas Baleares o el Consejo Insular de Mallorca.
Ribeiro expuso individualmente en galerías de Estados Unidos, Argentina, España, Suiza, Francia, Holanda, y Colombia. Entre las exposiciones colectivas en las que ha participado desde 1990, destacan la muestra de 1992 “La escuela del Sur, el Taller Torres García y su legado”, itinerante por el Museo Nacional Centro de Arte Reina Sofía de Madrid, el M.Hintington Art Gallery de Texas, el Museo de Monterrey, el Museo del Bronx en Nueva York y el Museo Rufino Tamayo en Ciudad de México, la exposición en la galería Cecilia de Torres de Nueva York “65 years of constructivist Wood”, así como las muestras “El Taller Torres García”, celebrada en la Sala Dalmau de Barcelona y el Centre Cultural Caixa de Tarrasa en 1998, y en 2005, la exposición “25 anys de galeria” en la Sala Dalmau de Barcelona, ambas galardonadas con el premio de la Asociación Catalana de Críticos de Arte como las mejores exposiciones del año.

### Obra mural
- 1944 Hospital Saint Bois de Montevideo, pintado con Torres García y sus compañeros del Taller Torres García (espacio pintado por Ribeiro 1 x 2,60 m).
- 1946 Mural al fresco en la Estación de Servicios de Punta del Este, Uruguay.
- 1949 Mural en mosaico para el Palacio de la Luz en Montevideo (6 x 3 m.)
- 1950 Mural en mosaico para el Sindicato Médico en Montevideo. Declarado en 2002 Monumento Histórico Nacional.
- 1951 Mural junto a Julio Alpuy y Jonio Montiel en el Hipódromo de las Piedras, Canelones, Uruguay.
- 1960 Mural en piedra arenisca en el Edificio Nautilos en Pocitos, Uruguay (6 x 1 m.) Mural en hierro en el Balneario Atlántida en Canelones, Uruguay.
- 1961 Mural en bronce en el Edificio Malecón en Montevideo (6 x 1 m.).
- 1962 Mural en Bronce en el Edificio Seré, Montevideo. Mural en bronce en la Iglesia de las Carmelitas, Montevideo.

### Esculturas
- 2007 Escultura en hierro de 3m. en Artigas, Uruguay,
- 2009 Escultura en hierro en Palma (Mallorca) dedicada al músico mallorquín Mas Porcel.